# Jelsi
Jelsi ist eine italienische Gemeinde (comune) mit 1590 Einwohnern (Stand 31. Dezember 2023) in der Provinz Campobasso in der Region Molise. Die Gemeinde liegt etwa zwölf Kilometer ostsüdöstlich von Campobasso.

## Verkehr
Durch die Gemeinde führt die frühere Strada Statale 17 dell'Appennino Abruzzese e Appulo Sannitica (heute die Provinzstraße 165) von Antrodoco nach Foggia.